# Baryphora speciosa
Baryphora speciosa är en tvåvingeart som beskrevs av Friedrich Hermann Loew 1844. Baryphora speciosa ingår i släktet Baryphora och familjen stilettflugor. Inga underarter finns listade.